# Sphenomorphus senja
Sphenomorphus senja — вид сцинкоподібних ящірок родини сцинкових (Scincidae). Ендемік Малайзії.

## Поширення і екологія
Sphenomorphus senja відомі з кількох місцевостей, розташованих в горах на Малайському півострові. Вони живуть в гірських хмарних лісах, на висоті від 1811 до 2200 м над рівнем моря.